# Římskokatolická farnost Šumburk nad Desnou
Římskokatolická farnost Šumburk nad Desnou je církevní správní jednotka sdružující římské katolíky na území městské části Šumburk nad Desnou a v jejím okolí. Organizačně spadá do libereckého vikariátu, který je jedním z 10 vikariátů litoměřické diecéze. Centrem farnosti je kostel svatého Františka z Assisi v Šumburku nad Desnou.

## Historie farnosti
Farnost byla kanonicky zřízena od roku 1903. Do roku 1903 bylo území farnosti spravováno z Příchovic.

### Duchovní správci vedoucí farnost

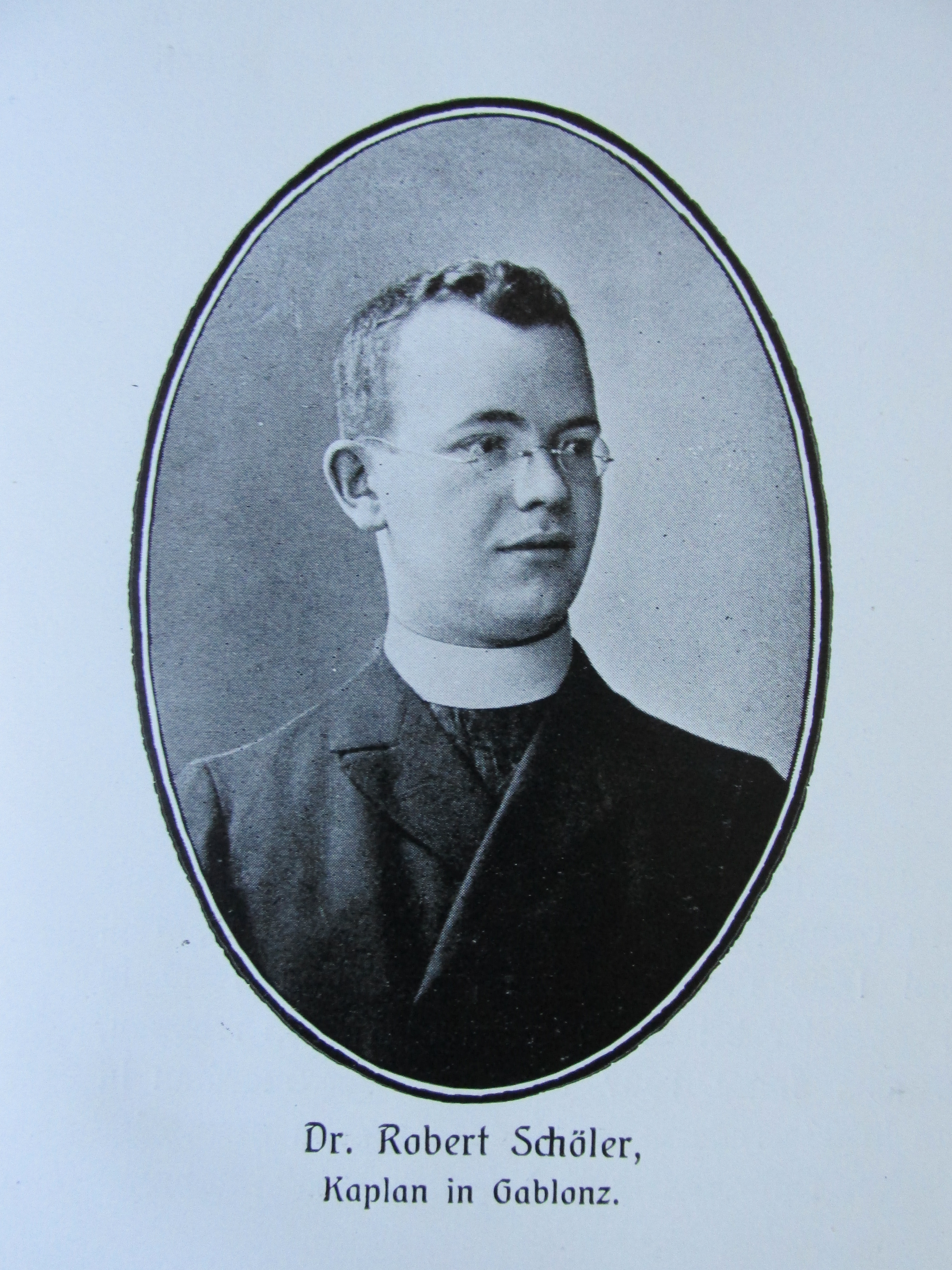
R.D. Dr. Robert Josef Schöler,
v letech 1914–1916 farář
v Šumburku nad Desnou

Začátek působnosti jmenovaného v duchovní správě farnosti od:
- 1903   proto-par. (1. farář) Andreas Böhm, n. 18. 1. 1876 Trebendorf., o. 10. 7. 1898, † 22. 12. 1944
- 1913   par. vacat, admin. interc. Robert Schöler
- 1914   Robert Schöler, n. 28. 4. 1882 Wiesenthal, o. 28. 10. 1905, † 5. 7. 1945
- 1916   par. vacat, admin. interc. Franz Wagner
- 1917   Franz Wagner, n. 21. 11. 1888 Katharinaberg, o. 1. 6. 1912, † 8. 8. 1969
- 1925   par. vacat, admin. interc. Franc. Zimmerhackel
- 1929   Franc. Zimmerhackel, n. 21. 1. 1899 Tacha, o. 25. 6. 1922, † 21. 2. 1958
- 1. 7.  1938 Antonín Mizera
- 7. 8.  1962 Jaroslav Červinka
- 1. 10. 1962 Zdeněk Maryška
- 5. 10. 1962 Jaroslav Červinka
- 1969    Antonín Harazin
- 1. 8.  1975 Antonín Bratršovský
- 1. 10. 1990 Leopold Paseka
- 1. 8.  1992 Petr Lukšan
- 15. 4. 1997 Marian Plonka
- 1. 7.   2002 Michael Podzimek
- 1. 7.  2009  Pavel Ajchler, admin. exc. z Tanvaldu[2]

Kromě kněží stojících v čele farnosti, působili ve farnosti v průběhu její historie i jiní kněží. Většinou pracovali jako farní vikáři, kaplani, katecheté, výpomocní duchovní aj.

## Území farnosti
Do farnosti náleží území obce:
- Popelnice (Popelnitz[1])[p 2]
- Svárov (Swarow[1][p 2])
- Šumburk nad Desnou (Schumburg an der Desse[p 2])

## Římskokatolické sakrální stavby na území farnosti
| Fotografie | Stavba                        | Místo              | Bohoslužby                      | Zeměpisné souřadnice             | Status       | Číslo kulturní památky           |        |
| Kostel | Kostel                        | Kostel             | Kostel                          | Kostel                           | Kostel       | Kostel                           | Kostel |
| --- | ----------------------------- | ------------------ | ------------------------------- | -------------------------------- | ------------ | -------------------------------- | ------ |
| | Kostel sv. Františka z Assisi | Šumburk nad Desnou | bližší informace o bohoslužbách | 50°44′31″ s. š., 15°18′51″ v. d. | farní kostel | 13108/5-5504 (Pk•MIS•Sez•Obr•WD) |        |
| Některé drobné sakrální stavby a pamětihodnosti lze dohledat zde v databázi Drobné sakrální památky Zaniklé sakrální stavby lze dohledat zde v databázi Poškozené a zničené kostely, kaple a synagogy v České republice |                               |                    |                                 |                                  |              |                                  |        |

Ve farnosti se mohou nacházet i další drobné sakrální stavby, místa římskokatolického kultu a pamětihodnosti, které neobsahuje tato tabulka.

## Příslušnost k farnímu obvodu
Z důvodu efektivity duchovní správy byl vytvořen farní obvod (kolatura) farnosti Tanvald, jehož součástí je i farnost Šumburk nad Desnou, která je tak spravována excurrendo. Přehled těchto kolatur je v tabulce farních obvodů libereckého vikariátu.